# Ашит (заказник)
Ашит (тат. Ашыт) — природный заказник регионального значения комплексного профиля, расположенный в Атнинском районе Республики Татарстан в долине одноимённой реки.

## История
Заказник был образован в соответствии с Постановлением Кабинета министров Республики Татарстан от 15 сентября 1997 г. N 698 с целью сохранения естественных и искусственных экосистем реки Ашит и её пойменных участков, исторически являющихся естественной присадой для водоплавающих птиц в период весенних миграций.

## Описание

### Расположение
Заказник «Ашит» расположен в Казанском эрозионно-равнинном районе темнохвойно-широколиственных лесов. Его территория находится в долине реки Ашит в её верхнем течении, ширина которой здесь достигает 3 км. Правый коренной берег реки имеет высоту свыше 50 метров. В основании береговых склонов имеются родники с хорошим дебитом.

### Флора
Растительность поймы представлена осоково-злаковым разнотравьем, понижения заняты воздушно-водной растительностью. Имеется множество озёр старинного типа с богатым набором водной и околоводной растительности, в частности, занесенной в Красную книгу Республики Татарстан кувшинкой снежно-белой. Надпойменная терраса занята луговыми и лугово-кустарниковыми сообществами. На склонах правого берега реки произрастает дубово-липово-осиновый лес, занимающий около 2 % территории заказника.

### Фауна
Животный мир заказника весьма разнообразен. Здесь отмечено свыше 100 видов птиц, 12 из которых внесены в Красную книгу Республики Татарстан. Пойменная территория является исторически сложившимся местом отдыха гусеобразных в период весенних миграций. В период половодья на мелководьях останавливаются более 2000 гусей (белолобый, гуменник, серый). Кроме того, здесь концентрируются свиязь, кряква, чирок-свистунок, чирок-трескунок и другие речные утки, журавль серый. Из занесённых в Красную книгу РТ видов птиц в пойме заказника гнездятся лебедь-шипун, выпь большая, лунь луговой, кроншнеп большой, кулик-сорока, травник, веретенник большой, улит большой, сова болотная. На поросшем лесом высоком берегу гнездятся хищные птицы.
Из млекопитающих встречаются лось, кабан, лисица, барсук, заяц-русак, заяц-беляк, норка американская, хорь, ондатра.
В пойме отмечено 14 видов бабочек, один из которых — адмирал — включён в Красную книгу РТ. Также встречаются голубянка икар, бархатница глазок цветочный, пестрянка ложная, многочисленны авсония, белянка рапсовая, репница, перламутровка полевая.
Отсутствие на берегах реки каких-либо производств способствует распространению рыбы. Здесь водятся линь, налим, голавль, щука

## Использование и охрана
Долина реки Ашит в верхнем её течении является ценным природным участком, имеющим особое значение для сохранения всех слагающих её компонентов. Несмотря на элементы деградации растительности, вызванной в основном выпасом скота на левом берегу реки, здесь сохранился генофонд растительности и фрагменты фитоценозов, которые при надлежащей охране и рациональном использовании территории долины должны восстановиться. Территория заказника имеет эстетическое и научно-познавательное значение. В рамках эколого-просветительской деятельности сотрудниками заказника ежегодно успешно проводятся природоохранные акции.
Основными задачами администрации заказника являются:
- сохранение и восстановление природных комплексов и их компонентов, мест присады водоплавающих птиц, обитания животных и произрастания растений, занесённых в Красную книгу Республики Татарстан;
- регуляция рекреационной деятельности на территории заказника;
- организация и осуществление эколого-просветительской деятельности[4].